# لرستان (محافظة)
محافظة لُرِستان هي إحدى محافظات إيران الإحدی والثلاثين. تقع غرب جبال زاكروس. سكان المحافظة من اللُر، ويتحدثون اللغة اللوریة و هي من عائلة اللغات الهندواوربية. عاصمتها مدینة خرم آباد. زاد عدد سكانها عن مليون وسبعمئة ألف عام 2006.

## مصطلح لرستان
في النصوص التاريخية كان للمصطلح دلالة تختلف عن الدلالة الجغرافية الحالية، فقد كانت لرستان خلال عهد الأتابكة بني خورشيد ثم خلفاء الأتابكة (عائلة ولاة لرستان) تشمل كل المساحة الممتدة من مدن همدان، كرمانشاه، حتى ضفاف نهر دجلة، وكذلك أطراف الأهواز الشمالية، والخليج الفارسي (العربي)، ومن الشرق كانت تصل في بعض الأحيان حتى شيراز واصفهان، ومع إنهيار سلالة اللر الكبير بين نهاية القرن الخامس عشر وبداية القرن السادس عشر، لم يعد يشمل مصطلح لرستان سوى أراضي اللر الصغير التي بدأ يُطلق عليها فيما بعد أسم «لرستان فيلي». أما استخدامها اليوم، فأصبح يقتصر كتسمية للمحافظة التي كانت تشمل عاصمة اللر (خرم آباد) والتي كانت تُعرف باسم (منطقة پيشتكو).

## تاريخ لرستان
لرستان أو لورستان، هو مصطلح تاريخي-جغرافي، ويعني حرفياً (أرض اللور)، واللور منتشرة على الشريط الحدودي الحديث من مدينة مندلي ونزولاً إلى الخليج العربي ما بين العراق وإيران خلال عصرنا الحالي.